# العصبة (مجلة)
مجلة العصبة هي مجلة أدبية كانت تُصدر عن العصبة الأندلسية المهجرية للشعراء العرب. نشرت في مدينة ساو باولو بالبرازيل خلال الفترة من عام 1934 حتى 1954، وكان هدفها نشر النتاج الأدبي لأعضاء العصبة الأندلسية.

## تاريخ إصدار المجلة
بدأت المجلة بالصدور بعد فترة من نشر أعضاء العصبة الأندلسية أعمالهم في مجلة الأندلس الجديدة قبل سنة ونصف من تاريخ أول عدد. وفي عام 1934، أصدرت العصبة مجلتها الخاصة التي نشرت فيها مجموعة من الأعمال الأدبية لأعضائها، بعضها كان في دواوين مستقلة. تولى حبيب مسعود رئاسة تحرير المجلة منذ تأسيسها حتى عام 1941، حين توقفت المجلة بسبب قرار جمهوري في البرازيل بمنع إصدار أي مطبوعة بغير اللغة الرسمية للبلاد وهي البرتغالية. ثم عاودت المجلة الصدور في عام 1947 بعد إلغاء هذا القرار، واستمرت حتى توقفت نهائيًا في عام 1954.

## محتوى المجلة

### تفاصيل المجلة
كانت المجلة شهرية، بمعدل 100 صفحة تقريبًا من القطع المتوسط، باستثناء صفحات الإعلانات التجارية. حمل غلاف كل عدد صورة لأثر باقٍ أو مكان معين في بلاد الأدباء بالعالم العربي. تضمنت المجلة مقالات عربية ومُعربة حول الآداب، العلوم، الفنون، الشعر العربي القديم والحديث، والشعر الغربي، إلى جانب مواضيع علمية وثقافية وبعض الأخبار. أما الباقي فهو أبواب ثابتة.

## الأبواب الثابتة
كان للمجلة عدة أبواب ثابتة تُنشر في كل عدد، ومنها:
1. باب مباحث لغوية: يكتبه جورج مسرة في البداية وقد انقطع من العدد الأخير سنة 1941، وعُوض بمقالات عيسى إسكندر معلوف حول قضايا اللغة العربية الفصيحة والعامية.
2. باب نوادر وفكاهات: يتناول الطرائف العالمية.
3. باب مؤلفات: يخص المؤلفات التي تصدرها العصبة أو المؤلفات الصادرة في المشرق.
4. باب طرائف علمية: يشتمل على الأخبار العلمية القصيرة.
5. باب من الأدب العربي: يعرض نصوصًا أدبية أو يتناول أحد أدباء المشرق.
6. باب من أدب الغرب: يعرض أدب الغرب مترجمًا بواسطة أعضاء العصبة.[2]

## الكلمات التأبينية
كثيرًا ما كنت المجلة عند وفاة أحد أدبائها تعمل على تخصيص مساحة للكلمات التأبينية ولنشر جزء من أعمال الراحل، مثل الحديث عن وفاة الأديب فيلكس فارس في العدد المزدوج 7 و8 /1939، والحديث عن وفاة مؤسس العصبة الأندلسية ميشال معلوف وعقل الجر في أول عدد بعض عودة المجلة للصدور في آذار 1947.

## المواقف الأدبية
تميزت المجلة بجزالتها في اللفظ، وتمسكها بقواعد النحو والعروض، مما جعلها تصر على إبعاد العبارات الركيكة أو المبهمة. وعملت على نشر مفردات اللغة العربية البديلة للمفردات الأجنبية الشائعة. ورغم أن المجلة تعرضت لانتقادات من بعض أدباء المهجر الشمالي الذين اتهموها بالجمود والتقليد، إلا أنها ردّت بالتمسك بموقفها في الحفاظ على الأدب القيم، مؤكدين أن «في الأدب ليس هناك قديم أو حديث، وإنما هناك نفيس وتافه».

## الأعداد الخاصة
شهدت المجلة إصدار بعض الأعداد الخاصة التي تتناول مواضيع مهمة، من أبرزها:
1. عدد خاص عن المتنبي: في ذكرى مرور 1000 سنة على وفاته، في آب 1935.
2. عدد ممتاز: في كانون الأول 1940، تضمن قسمًا خاصًا من الشعر والنثر البرتغالي.
3. عدد خاص لرواية الشاعر فوزي معلوف: «ابن حامد أو سقوط غرناطة».

## أبرز المساهمين
ساهم في المجلة عدد من الأدباء والشعراء البارزين، منهم:
1. حبيب مسعود: رئيس تحرير المجلة وصاحب افتتاحياتها، إلى جانب بعض المقالات بين الحين والآخر.
2. شفيق معلوف: انضم لاحقًا للعصبة وأغنى المجلة بشعره واختياراته من الأدب الغربي المترجم.
3. الشاعر القروي: الذي كان له صفحة تحت عنوان "موجات قصيرة"، تضم خواطره الشعرية والنثرية.
4. إسكندر كرباج: كاتب مقالات ومترجم للقصص العالمية.
5. آخرون: مثل عيسى إسكندر معلوف، فضلو حيدر، جورج صيدح، وغيرهم.[2]